# 마이클 케나

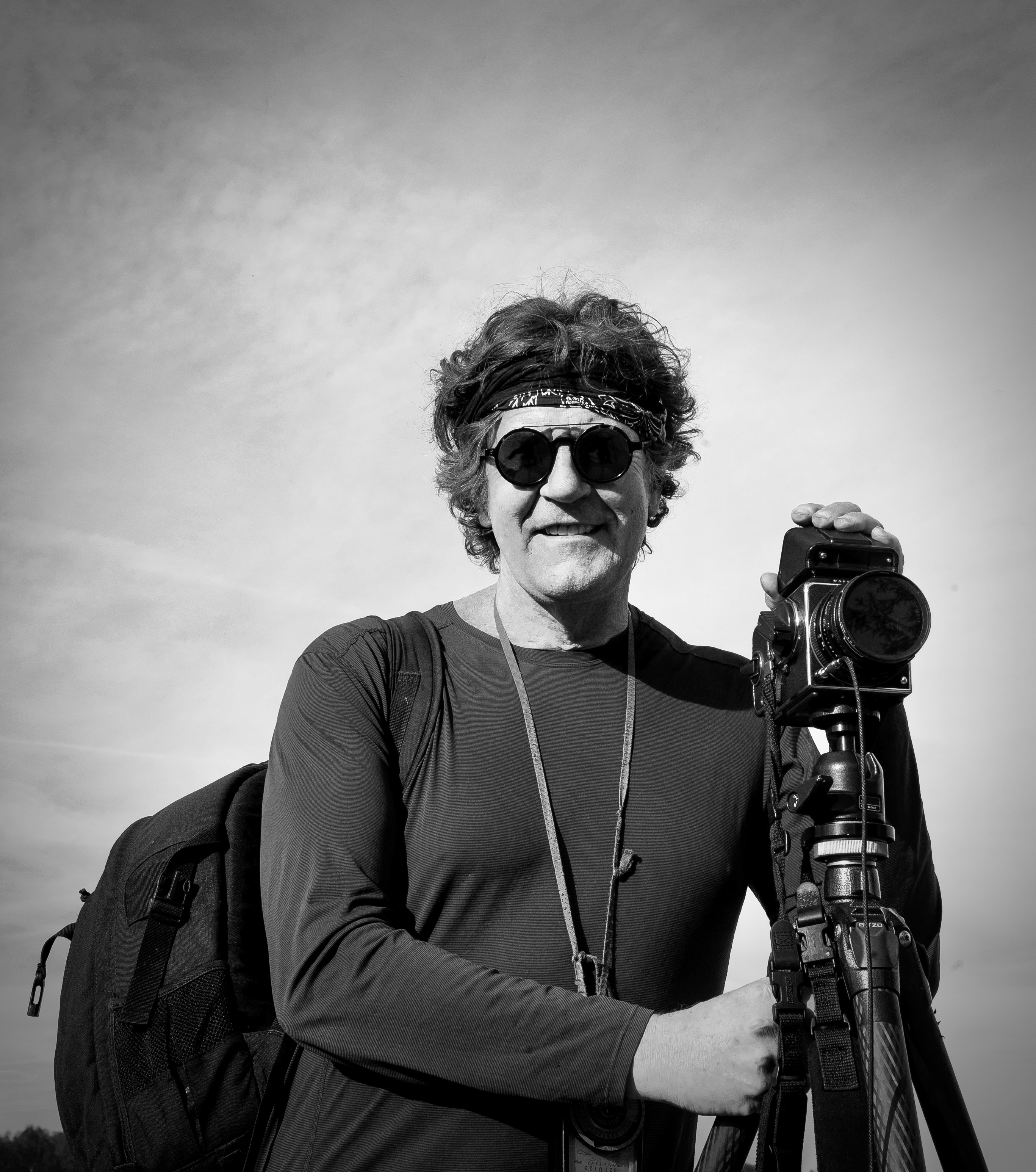

마이클 케나(Michael Kenna,1953년~)는 영국 출신의 사진 작가다. 흑백 풍경 사진으로 유명하다
랭커셔주의 세인트 조지프 컬리지 업홀랜드, 옥스퍼드셔주의 밴버리 예술학교, 런던 컬리지 오브 프린팅에서 수학했다. 1980년대 미국 샌프란시스코로 옮겨 루스 베른하르트를 위해 일했다.
케나의 사진은 세상의 것이라 생각되지 않는듯한 빛의 독특한 풍경으로 새벽이나 밤 시간에 길게는 10시간에 걸친 노출로 촬영하기도 한다. 1986년부터 케나는 핫셀블러드의 중형 카메라와 홀가의 카메라를 주로 사용하고 있다. 케나의 사진은 대부분 6 × 6 cm 크기의 정사각형 사진이다.
2000년 프랑스 문화부에서 예술문화훈장 슈발리에를 받기도 했다.

## 논란
삼척시에서 솔섬이라는 작품을 촬영한 이후 대한항공이 동일 구도에서 사진을 찍어 광고에 활용하는 사건이 생겼다. 케나측은 구도도 저작권의 대상이라며 소송을 벌이고 있다.